# Уврар, Рене
Рене Уврар (фр. René Ouvrard; 1624, Шинон — 1694, Тур) — французский деятель искусств, композитор, автор ряда сочинений о музыке, историк церкви.

## Биография
Родился в Шиноне. О его ранней жизни известно мало, за исключением склонностей к богословию и музыке и того, что он ещё в молодости стал священнослужителем католической церкви. В 1655 году он на несколько лет отправился в Рим, где изучал музыкальное искусство и восхищался творчеством Джакомо Кариссини. По возвращении во Францию он привёз с собой ватиканский каталог музыкальных произведений, обладателем которого стал благодаря дружбе с одним из кардиналов.
Был хормейстером в Бордо, Нарбонне (с 1660 года), а с 1663 года — при Сент-Шапель в Париже, занимая эту должность до 1679 года. Затем стал каноником в Туре, где и умер. В 1682 году был рукоположён в сан священника. Уврар обладал большими знаниями в старинной церковной истории, писал латинские стихи, изучал математику и астрономию. Также серьёзно занимался теорией архитектуры.
Из его сочинений наиболее известны следующие: «Secret pour composer en musique par un art nouveau» (Париж, 1660); «Lettres sur l’architecture harmonique ou application de la doctrine des proportions de la musique à l’architecture» (Париж, 1679); «Histoire de la musique chez les Hébreux, les Grecs et les Romains» (неизданное, находящееся в манускрипте в библиотеке в Туре) и прочие. В Национальной библиотеке Франции также хранится его переписка с одним из дижонских монахов.